# Rubigny
Cet article possède un paronyme, voir Ruvigny.
Rubigny est une commune française, située dans le département des Ardennes en région Grand Est.

## Géographie

### Communes limitrophes
| Vaux-lès-Rubigny |                  |           |
|                  | Rubigny          | Rocquigny |
|                  | Chaumont-Porcien |           |

### Hydrographie
La commune est dans la région hydrographique « la Seine du confluent de l'Oise (inclus) à l'embouchure » au sein du bassin Seine-Normandie. Elle est drainée par le Hurtaut, le ruisseau de Noremy, le cours d'eau 20 de la commune de Rocquigny, le cours d'eau 01 de la commune de Vaux-lès-Rubigny, la Malacquise et la Radiere,.
L'Hurtaut, d'une longueur de 38 km, prend sa source dans la commune de Signy-l'Abbaye, à 235 mètres d'altitude, et se jette  dans la Serre à Chaourse, après avoir traversé 17 communes.

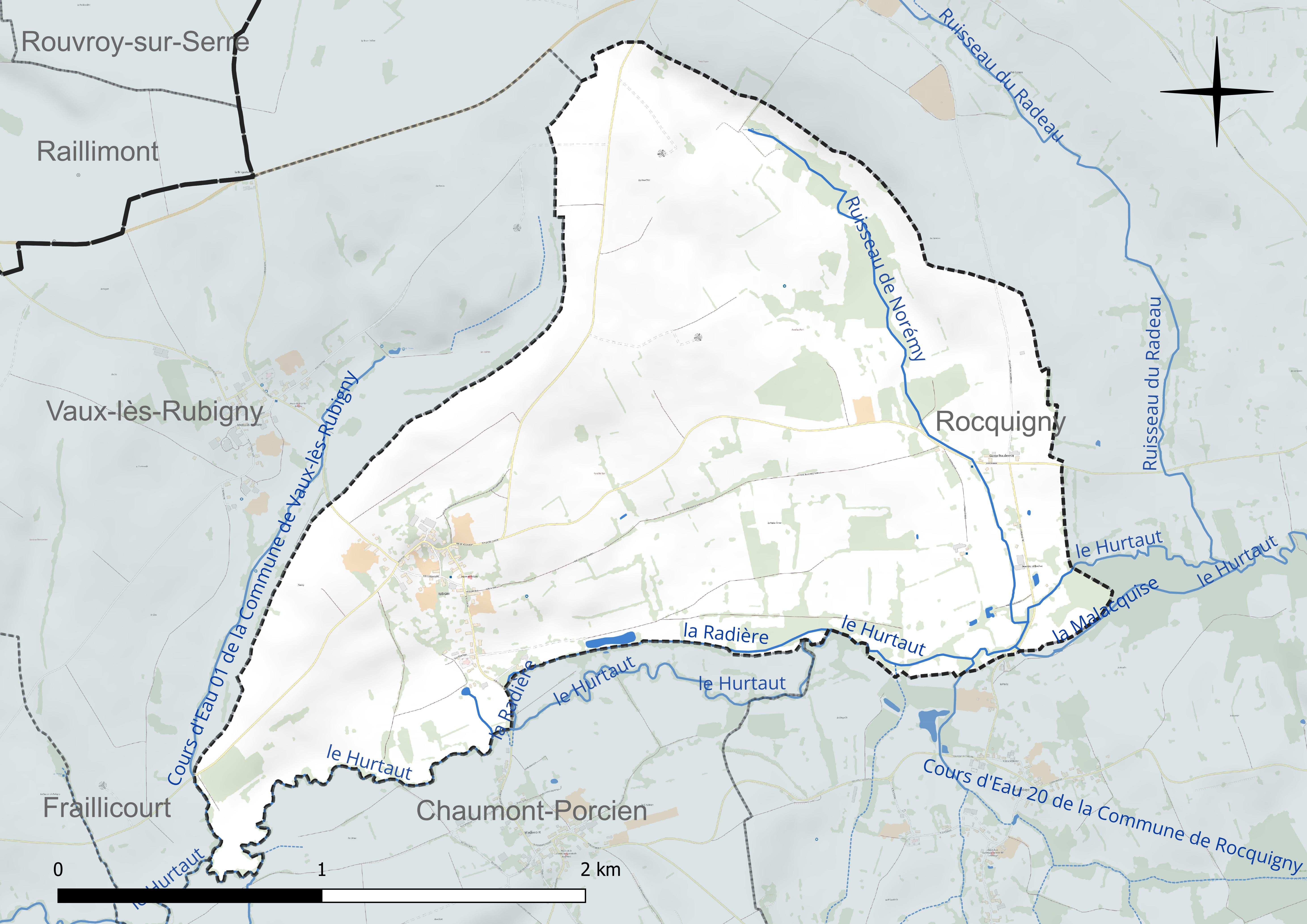
Réseau hydrographique de Rubigny.

### Climat
Pour des articles plus généraux, voir Climat du Grand Est et Climat des Ardennes.
En 2010, le climat de la commune est de type climat des marges montargnardes, selon une étude du Centre national de la recherche scientifique s'appuyant sur une série de données couvrant la période 1971-2000. En 2020, Météo-France publie une typologie des climats de la France métropolitaine dans laquelle la commune est exposée à un climat océanique altéré et est dans la région climatique Nord-est du bassin Parisien, caractérisée par un ensoleillement médiocre, une pluviométrie moyenne régulièrement répartie au cours de l’année et un hiver froid (3 °C).
Pour la période 1971-2000, la température annuelle moyenne est de 9,9 °C, avec une amplitude thermique annuelle de 15,4 °C. Le cumul annuel moyen de précipitations est de 902 mm, avec 13,3 jours de précipitations en janvier et 9,6 jours en juillet. Pour la période 1991-2020, la température moyenne annuelle observée sur la station météorologique de Météo-France la plus proche, « Banogne-Recouvrance », sur la commune de Banogne-Recouvrance à 14 km à vol d'oiseau, est de 11,1 °C et le cumul annuel moyen de précipitations est de 773,4 mm. 
La température maximale relevée sur cette station est de 40,8 °C, atteinte le 25 juillet 2019 ; la température minimale est de −14 °C, atteinte le 10 janvier 2003,,.
Les paramètres climatiques de la commune ont été estimés pour le milieu du siècle (2041-2070) selon différents scénarios d'émission de gaz à effet de serre à partir des nouvelles projections climatiques de référence DRIAS-2020. Ils sont consultables sur un site dédié publié par Météo-France en novembre 2022.

## Urbanisme

### Typologie
Au 1er janvier 2024, Rubigny est catégorisée commune rurale à habitat très dispersé, selon la nouvelle grille communale de densité à 7 niveaux définie par l'Insee en 2022.
Elle est située hors unité urbaine et hors attraction des villes,.

### Occupation des sols
L'occupation des sols de la commune, telle qu'elle ressort de la base de données européenne d’occupation biophysique des sols Corine Land Cover (CLC), est marquée par l'importance des territoires agricoles (87,7 % en 2018), une proportion sensiblement équivalente à celle de 1990 (87,5 %). La répartition détaillée en 2018 est la suivante : 
prairies (49,9 %), terres arables (32,4 %), forêts (7,4 %), zones agricoles hétérogènes (5,4 %), zones urbanisées (4,9 %). L'évolution de l’occupation des sols de la commune et de ses infrastructures peut être observée sur les différentes représentations cartographiques du territoire : la carte de Cassini (XVIIIe siècle), la carte d'état-major (1820-1866) et les cartes ou photos aériennes de l'IGN pour la période actuelle (1950 à aujourd'hui).

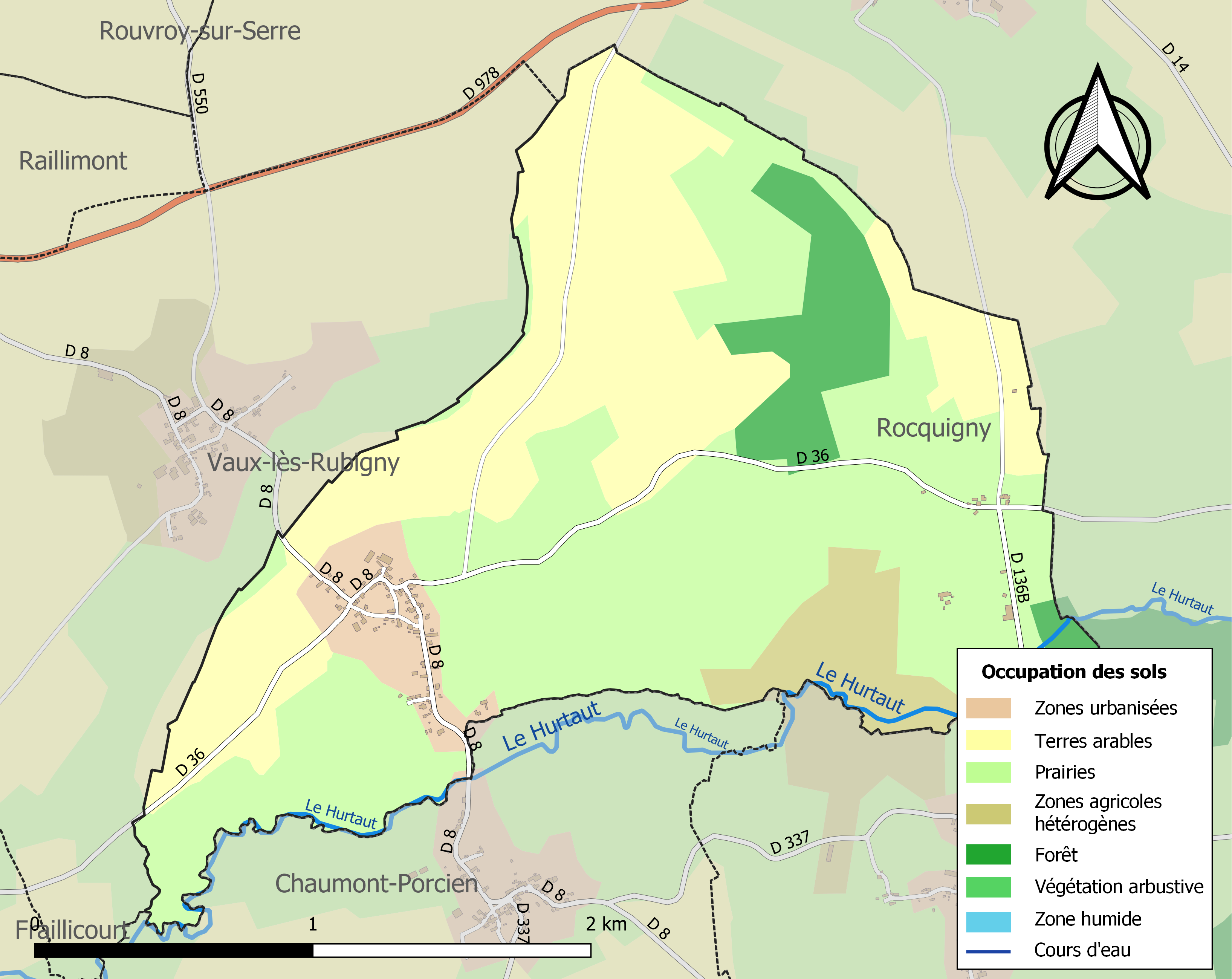
Carte des infrastructures et de l'occupation des sols de la commune en 2018 (CLC).

## Toponymie
Le nom de la localité est attesté sous la forme Rubignis en 1257.
Il est admis que le suffixe igny désigne « le gîte », « le lieu d'habitation ».

## Histoire
En 1793, Wadimont, ancienne section au sud de la commune, fut érigée en commune indépendante, avant de s'associer le 1er mai 1974 avec Chaumont-Porcien.

## Politique et administration
| Période                                  | Période                   | Identité                                          | Étiquette | Qualité                                          |
| ---------------------------------------- | ------------------------- | ------------------------------------------------- | --------- | ------------------------------------------------ |
| mars 2001                                | En cours (au 26 mai 2020) | Daniel Baudrillard Réélu pour le mandat 2020-2026 |           | Retraité agricole Réélu pour le mandat 2014-2020 |
| Les données manquantes sont à compléter. |                           |                                                   |           |                                                  |

## Démographie
L'évolution du nombre d'habitants est connue à travers les recensements de la population effectués dans la commune depuis 1793. Pour les communes de moins de 10 000 habitants, une enquête de recensement portant sur toute la population est réalisée tous les cinq ans, les populations de référence des années intermédiaires étant quant à elles estimées par interpolation ou extrapolation. Pour la commune, le premier recensement exhaustif entrant dans le cadre du nouveau dispositif a été réalisé en 2008.

En 2022, la commune comptait 61 habitants, en évolution de −10,29 % par rapport à 2016 (Ardennes : −2,97 %, France hors Mayotte : +2,11 %).
| 1793 | 1800 | 1806 | 1821 | 1831 | 1836 | 1841 | 1846 | 1851 |
| ---- | ---- | ---- | ---- | ---- | ---- | ---- | ---- | ---- |
| 230  | 203  | 249  | 238  | 263  | 257  | 259  | 264  | 277  |

| 1866 | 1872 | 1876 | 1881 | 1886 | 1891 | 1896 | 1901 | 1906 |
| ---- | ---- | ---- | ---- | ---- | ---- | ---- | ---- | ---- |
| 226  | 217  | 208  | 218  | 240  | 218  | 204  | 184  | 177  |

| 1911 | 1921 | 1926 | 1931 | 1936 | 1946 | 1954 | 1962 | 1968 |
| ---- | ---- | ---- | ---- | ---- | ---- | ---- | ---- | ---- |
| 171  | 163  | 162  | 140  | 138  | 144  | 121  | 106  | 104  |

| 1975 | 1982 | 1990 | 1999 | 2006 | 2008 | 2013 | 2018 | 2022 |
| ---- | ---- | ---- | ---- | ---- | ---- | ---- | ---- | ---- |
| 89   | 64   | 76   | 64   | 73   | 75   | 71   | 67   | 61   |

## Lieux et monuments
- Église paroissiale de Rubigny. Construite au XVe siècle. Patronne : sainte Geneviève.
  - Lambris et stalles du chœur réalisés par L. Charbonnet, menuisier à Wadimont, vers 1855.
  - Confessionnal réalisé par Clovis Pierrot, menuisier à Rubigny vers 1895.
  - Vitraux offerts par souscription publique, dont six, dans le chœur et le transept, posés et inaugurés en 1914 par Mgr Luçon, et quatre, dans la nef, posés et inaugurés en 1921. Deux vitraux portent les noms des soldats de Rubigny et Wadimont tués à la guerre 1914-1918. Deux verrières figurées (baies 4 et 6), situées dans le transept et réalisé par Auguste Hutin, représentent des scènes de la vie de la Vierge (Dossier IM08003430)[22],
  - Cloche baptisée le 2e dimanche après Pâques 1921. Livrée par Chambon, fondeur à Montargis. Poids : 630 kg.
Inscription sur la cloche : « Je me nomme Marguerite, Pauline. Je remplace Marie-Jeanne, brisée par les Allemands. J'ai pour parrain M. Paul Vassogne, doyen de Mouzon ; pour marraine, Mme Marguerite Claisse. J'ai été bénite par l'abbé Devors, curé de Rubigny, M. Armide Corneille étant maire de Rubigny. »

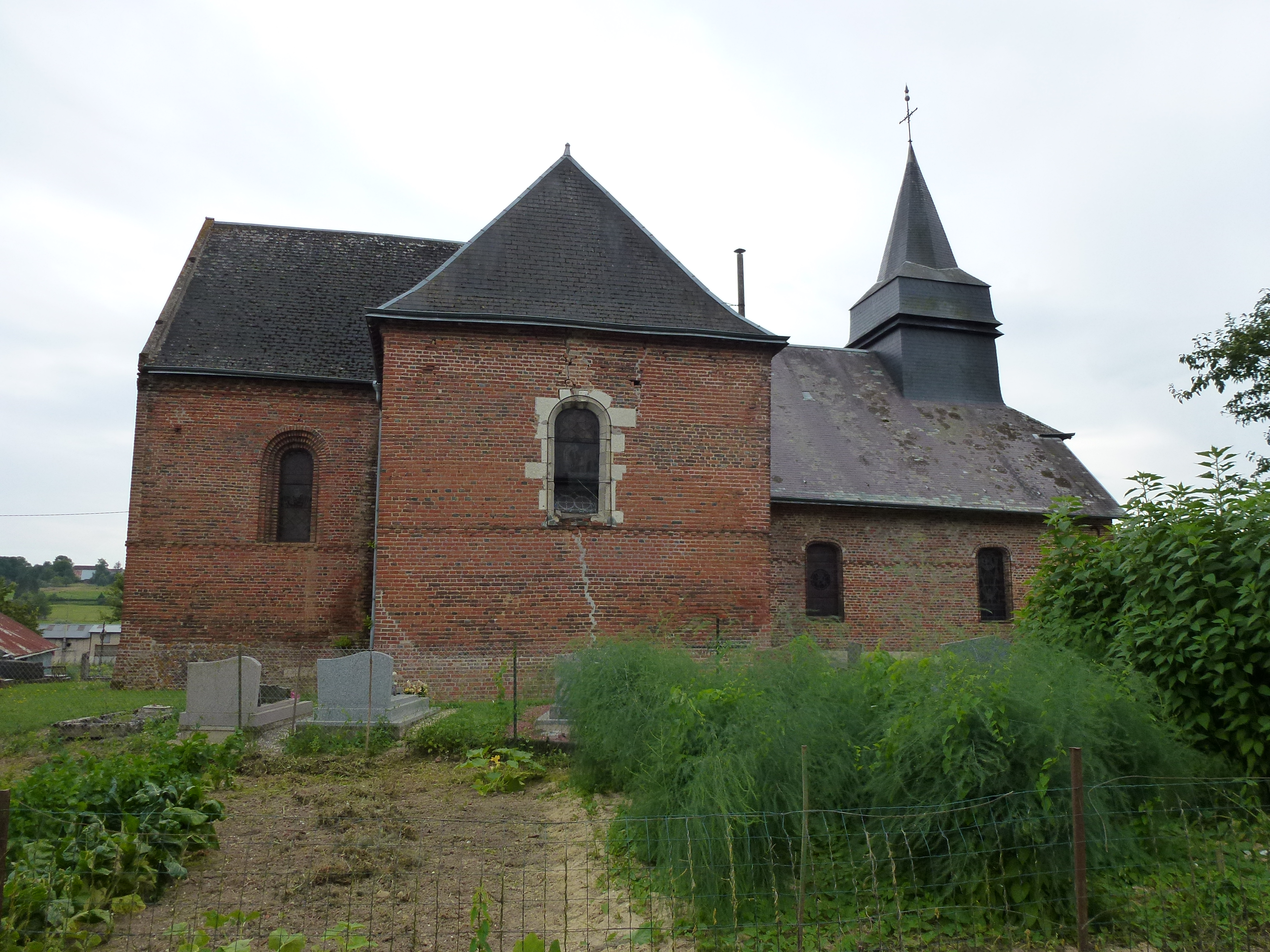
L'église paroissiale Sainte-Geneviève.
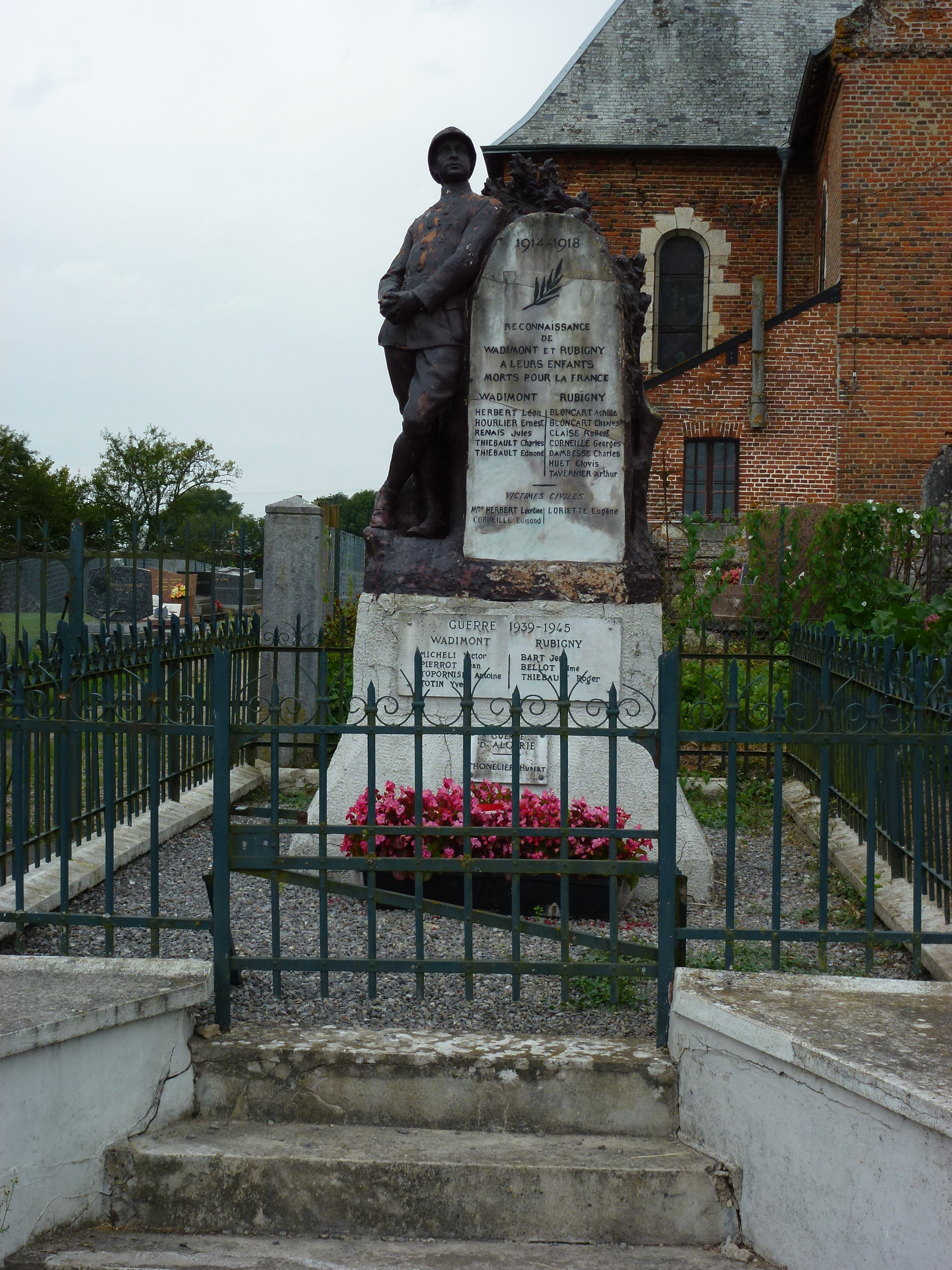
Le monument aux morts de Wadimont et Rubigny.
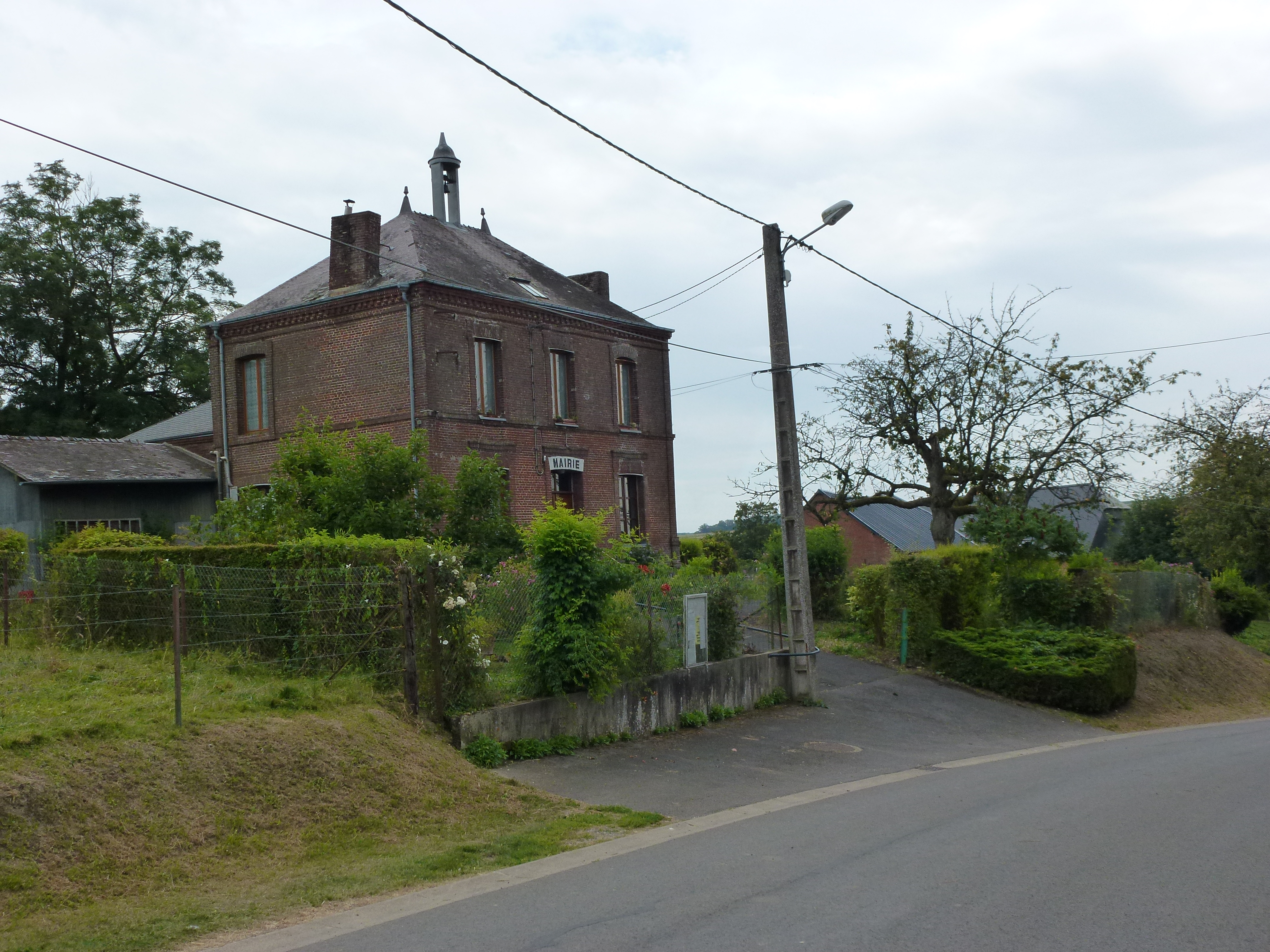
La mairie.
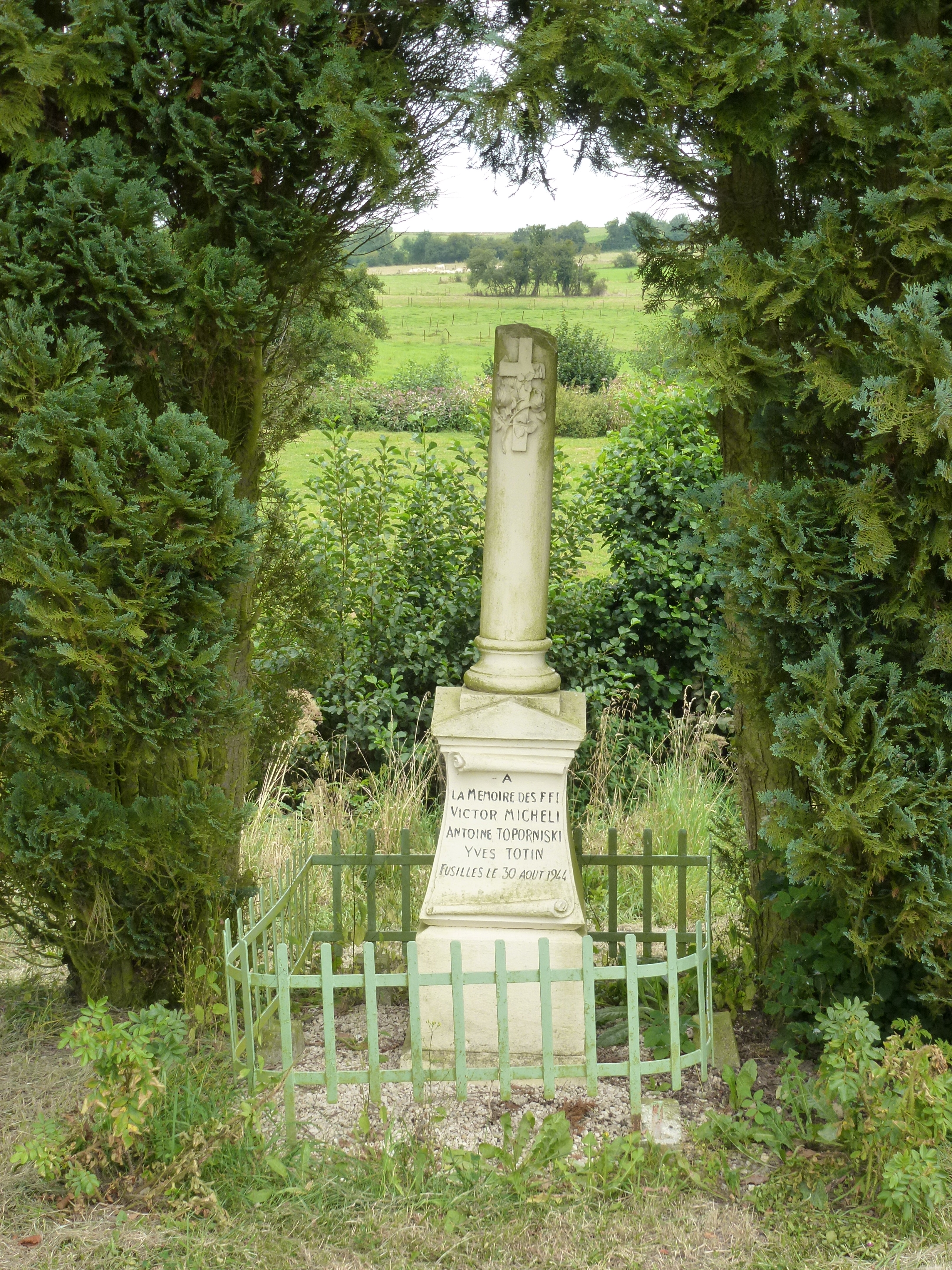
Stèle en mémoire d'un fusillé en 1944.
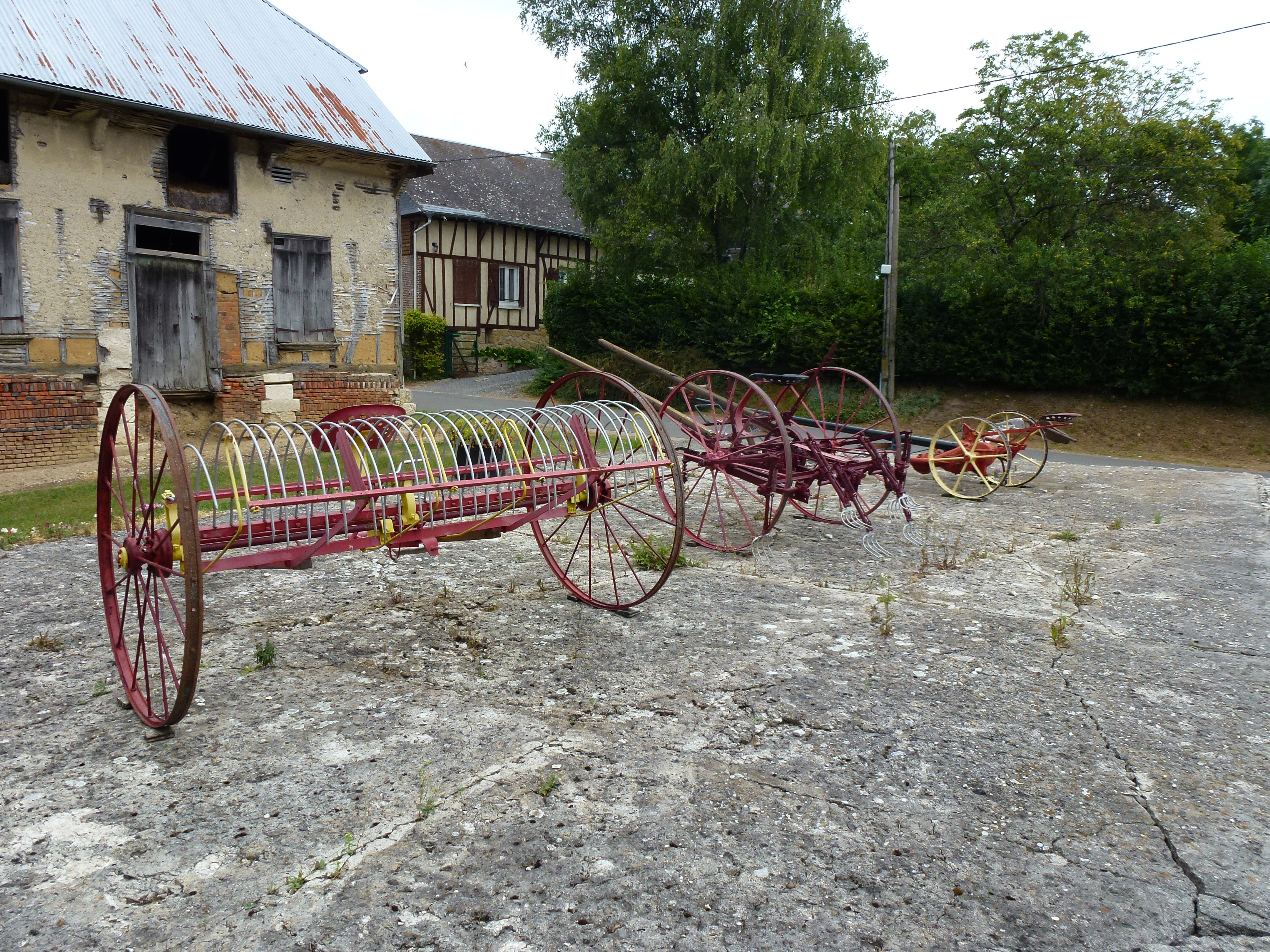
Anciens matériels agricoles.